# Jogos Asiáticos de Inverno de 2011
Os Jogos Asiáticos de Inverno de 2011 foi a sétima edição do evento multiesportivo realizado na Ásia ocasionalmente realizados a cada quatro anos. Pela primeira vez na história o evento saiu do Extremo Oriente e foi realizado nas cidades de Astana e Almaty, no Cazaquistão.
O bandy e o esqui orientação estrearam nos Jogos nesta edição. O curling e o snowboard, que fizeram parte dos Jogos de 2007, foram retirados do programa. A cidade de Astana, a capital do Cazaquistão, sediaram as cerimônias e os eventos de patinação de velocidade, patinação artística e hóquei no gelo, enquanto Almaty sediaram os eventos de salto de esqui, biatlo, patinação de velocidade em pista curta, esqui alpino, esqui cross-country, esqui estilo livre, esqui orientação e o bandy.

## Esportes
11 modalidades formaram o programa dos Jogos:
| - Bandy (1) - Biatlo (6) - Esqui alpino (6) - Esqui cross-country (12) - Esqui estilo livre (6) - Hóquei no gelo (2) | - Esqui orientação (8) - Patinação artística (4) - Patinação de velocidade (10) - Patinação de velocidade em pista curta (8) - Salto de esqui (2) |

## Países participantes
Esperou-se a participação dos 45 Comitês Olímpicos Nacionais do Conselho Olímpico da Ásia, quando na verdade o evente teve a participação de 26 países, os 45 esperados eram:
| - Afeganistão - Arábia Saudita - Bahrein - Bangladesh - Butão - Brunei - Camboja - Cazaquistão - China - Coreia do Norte - Coreia do Sul - Emirados Árabes Unidos - Filipinas - Hong Kong - Iêmen | - Índia - Indonésia - Irão - Iraque - Japão - Jordânia - Kuwait - Laos - Líbano - Macau - Malásia - Maldivas - Mongólia - Myanmar - Nepal | - Omã - Paquistão - Palestina - Catar - Quirguistão - Singapura - Sri Lanka - Síria - Tajiquistão - Tailândia - Taipé Chinesa - Timor-Leste - Turquemenistão - Uzbequistão - Vietname |